# Tetilla microxea
Tetilla microxea är en svampdjursart som beskrevs av Patricia R. Bergquist 1965. Tetilla microxea ingår i släktet Tetilla och familjen Tetillidae.
Artens utbredningsområde är havet kring Palau. Inga underarter finns listade i Catalogue of Life.